# Jenő Karátsonyi

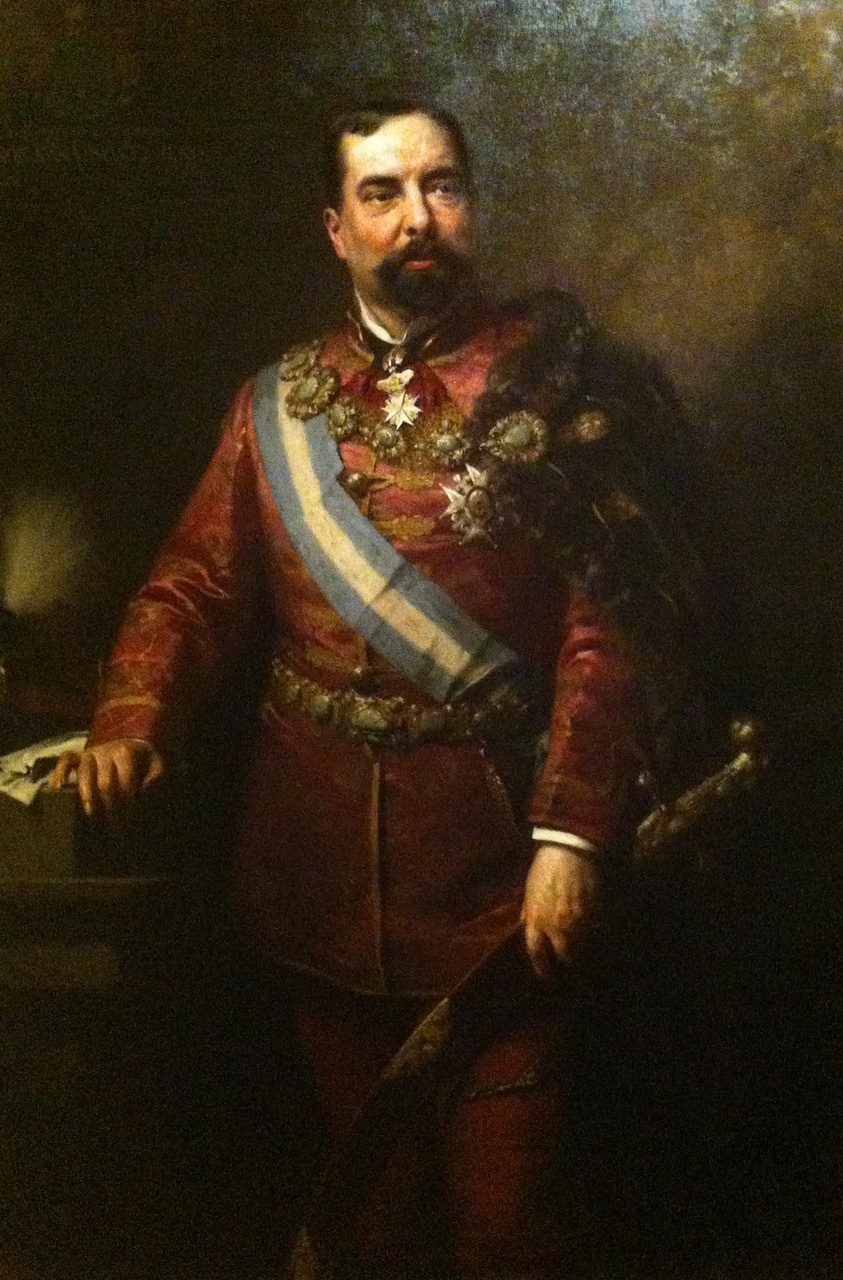
Jenő Karátsonyi auf einem Gemälde von Gyula Benczúr.

Jenő Graf Karátsonyi von Karátsonyfalva und Beodra (* 5. August 1861 in Beodra, Komitat Torontál; † 21. Oktober 1933 in Solymár, Komitat Pest-Pilis-Solt-Kiskun) war ein ungarischer Politiker und Großgrundbesitzer.

## Leben
Jenő Karátsonyi studierte Jura im belgischen Löwen und besuchte anschließend die Wirtschaftsakademie in Magyaróvár. Im Anschluss daran kehrte er in das Komitat Torontál zurück und wurde Vizenotar des Komitats. Später bereiste er Europa und Afrika und übernahm nach dem Tod seines Vaters die Ländereien in Bánlak, zu dem auch die Orte Karátsonyifalva, Karátsonyiliget und Partos gehörten. Nachdem er bereits Mitglied des Magnatenhauses gewesen war, wurde Karátsonyi 1896 als Mitglied der Liberalen Partei Abgeordneter des Reichstags für den Wahlbezirk Zichyfalva im Komitat Torontál. 1898 veranstaltete er in seinem Budapester Palais ein Fest, das auch König Franz Joseph I., sein Hofstaat und zahlreiche Erzherzöge besuchten. 1908 besuchte ihn König Alfons XIII. von Spanien in seinem Palais. 1905 trat er aus der Liberalen Partei aus und wurde Mitglied der Nationalen Verfassungspartei. Er war Ritter des Souveränen Malteserordens.